# Esson
Esson és un municipi francès situat al departament de Calvados i a la regió de Normandia. L'any 2007 tenia 381 habitants.

## Demografia

### Població
El 2007 la població de fet d'Esson era de 381 persones. Hi havia 136 famílies de les quals 21 eren unipersonals (21 dones vivint soles i 21 dones vivint soles), 37 parelles sense fills, 57 parelles amb fills i 21 famílies monoparentals amb fills.
La població ha evolucionat segons el següent gràfic:
Habitants censats

### Habitatges
El 2007 hi havia 165 habitatges, 143 eren l'habitatge principal de la família, 12 eren segones residències i 10 estaven desocupats. 160 eren cases i 3 eren apartaments. Dels 143 habitatges principals, 108 estaven ocupats pels seus propietaris, 32 estaven llogats i ocupats pels llogaters i 3 estaven cedits a títol gratuït; 7 tenien dues cambres, 28 en tenien tres, 43 en tenien quatre i 65 en tenien cinc o més. 124 habitatges disposaven pel capbaix d'una plaça de pàrquing. A 58 habitatges hi havia un automòbil i a 79 n'hi havia dos o més.

### Piràmide de població
La piràmide de població per edats i sexe el 2009 era:
| Homes | Edats   | Dones |
| ----- | ------- | ----- |
| 0     | 95 o +  | 0     |
| 0     | 90 a 94 | 0     |
| 4     | 85 a 89 | 4     |
| 0     | 80 a 84 | 0     |
| 0     | 75 a 79 | 0     |
| 4     | 70 a 74 | 8     |
| 0     | 65 a 69 | 8     |
| 8     | 60 a 64 | 16    |
| 8     | 55 a 59 | 4     |
| 12    | 50 a 54 | 12    |
| 12    | 45 a 49 | 4     |
| 12    | 40 a 44 | 20    |
| 24    | 35 a 39 | 16    |
| 8     | 30 a 34 | 4     |
| 8     | 25 a 29 | 8     |
| 12    | 20 a 24 | 12    |
| 12    | 15 a 19 | 16    |
| 16    | 10 a 14 | 16    |
| 8     | 5 a 9   | 8     |
| 8     | 0 a 4   | 12    |

## Economia
El 2007 la població en edat de treballar era de 256 persones, 192 eren actives i 64 eren inactives. De les 192 persones actives 173 estaven ocupades (93 homes i 80 dones) i 18 estaven aturades (8 homes i 10 dones). De les 64 persones inactives 19 estaven jubilades, 22 estaven estudiant i 23 estaven classificades com a «altres inactius».

### Ingressos
El 2009 a Esson hi havia 148 unitats fiscals que integraven 425,5 persones, la mediana anual d'ingressos fiscals per persona era de 17.849 €.

### Activitats econòmiques
Dels 19 establiments que hi havia el 2007, 1 era d'una empresa de fabricació d'elements pel transport, 1 d'una empresa de fabricació d'altres productes industrials, 8 d'empreses de construcció, 3 d'empreses de comerç i reparació d'automòbils, 2 d'empreses d'hostatgeria i restauració, 1 d'una empresa immobiliària, 1 d'una empresa de serveis i 2 d'entitats de l'administració pública.
Dels 6 establiments de servei als particulars que hi havia el 2009, 1 era un taller de reparació d'automòbils i de material agrícola, 2 paletes, 2 guixaires pintors i 1 electricista.
L'any 2000 a Esson hi havia 13 explotacions agrícoles que ocupaven un total de 840 hectàrees.

## Equipaments sanitaris i escolars
El 2009 hi havia una escola elemental.

## Poblacions més properes
El següent diagrama mostra les poblacions més properes.